# أكسيد الكاكوديل
 أكسيد الكاكوديل  مركب كيميائي من مركبات الزرنيخ العضوية السامة، له الصيغة C4H12As2O، ويشكل مع الكاكوديل مزيجاً ساماً يدعى سائل كاديت.
يعد لأكسيد الكاكوديل أهمية تاريخية إذ يعد من قبل البعض أول مركب عضوي فلزي حُضر بصورة شبه نقية.

## التحضير
يحضر أكسيد الكاكوديل من تفاعل أكسيد الزرنيخ الثلاثي مع خلات البوتاسيوم  حسب المعادلة:
As2O3 + 4KC2H3O2 → (CH3)2As-O-As(CH3)2 + 2K2CO3 + CO2

## الاستخدامات
يعد تفاعل تشكل أكسيد الكاكوديل إحدى الوسائل في الكيمياء التحليلية من أجل الكشف عن أنيون الخلات، وذلك نظرا لرائحته المنفرة المميزة. إلا أن هنالك ست أنيونات أخرى تتداخل مع وسيلة الكشف هذه وهي الكبريتيد والطرطرات والثيوسيانات والكلورات والنترات والنتريت.
يمكن إزالة الطرطرات من العينة بإضافة هيدروكسيد الكالسيوم أو هيدروكسيد الباريوم حتى تمام الترسيب، ثم بإجراء عملية ترشيح. أما أيونات الكبريتيد والثيوسيانات فتزال من العينة بإضافة كلوريد الزئبق الثنائي. في حين تتم إزالة الكلورات زالنترات والنتريت بإضافة عدة مليغرامات من مسحوق الزنك وبضعة قطرات من حمض الهيدروكلوريك المركز ثم بتسخين العينة، ثم بمعادلتها بعدما تبرد بمحلول هيدروكسيد الصوديوم.
يجب تجنب استنشاق أبخرة أكسيد الكاكوديل لسميتها، لذا يجب اتخاذ إجراءات الوقاية والسلامة المخبرية.

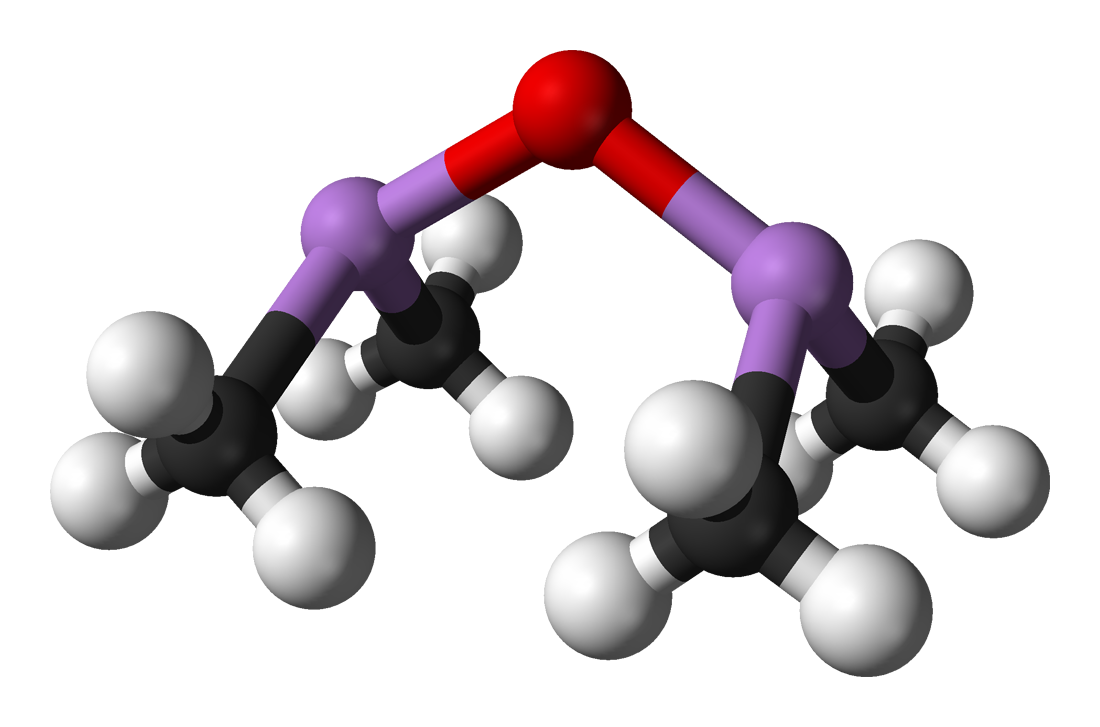
نموذج فراغي لأكسيد الكاكوديل